# Hôpital des Incurables (Naples)
Pour les articles homonymes, voir Hôpital des Incurables.
L’hôpital des Incurables (en italien Ospedale degli Incurabili ou Complesso degli Incurabili)  est un complexe hospitalier qui se trouve dans le centre historique de Naples.
Il a été fondé en 1521 par Maria Lorenza Longo. Depuis 2010, une partie de l'établissement (la pharmacie historique, ainsi que l'église Sainte-Marie-du-Peuple) fait partie du musée des Arts sanitaires de Naples.

## Centre hospitalier des Incurables
L'hôpital historique des Incurables est fondé en 1521 par la religieuse espagnole Maria Lorenza Longo qui voulait par cette action honorer une promesse qu'elle s'était faite du temps où elle était victime d'une maladie l'ayant paralysée. Les premiers patients proviennent de l'hôpital voisin de San Nicola, mais peu à peu le centre hospitalier (anciennement nommé Hôpital Sainte-Marie-du-Peuple) se spécialise dans les malades incurables.
L'hôpital est également surnommé l'hôpital des Saints en raison des nombreuses personnalités béatifiées ou canonisées qui y ont travaillé comme médecin, infirmier ou infirmière : Louis de Gonzague, Gaétan de Thiene, Alphonse de Liguori, André Avellin, Jeanne-Antide Thouret, Camille de Lellis, François Caracciolo et bien plus récemment Saint Joseph Moscati (qui y exerça la profession de médecin au début des années 1920).
Pendant de nombreux siècles, l'hôpital reste lié à la faculté de médecine et surtout d'anatomie de l'Université de Naples - Frédéric-II, où plusieurs futurs médecins italiens fameux ont étudié, tel le gynécologue Domenico Tarsitani. 
Depuis le XVIIIe siècle, il accueille la Pharmacie des Incurables réalisée par l'architecte napolitain Bartolomeo Vecchione, auteur de nombreuses églises situées en Campanie).
Le complexe hospitalier est destiné à l'activité humanitaire et sanitaire d'accueil et d'assistance aux malades considérés comme « incurables ». Depuis la période napoléonienne du royaume de Naples jusqu'à sa mort en août 1826, Jeanne-Antide Thouret, fondatrice de la congrégation des sœurs de la charité de sainte Jeanne-Antide Thouret et canonisée en 1934 par Pie XI, y a opéré en tant qu'infirmière.
Depuis le 23 mars 2010, une partie de l'hôpital a été transformé en Musée des Arts Sanitaires de Naples. Il présente plusieurs objets (des documents d'archives, du mobilier, de l'argenterie, des livres, des estampes, des sculptures et des instruments médicaux dont certains datant de la création de l'hôpital) sur le thème de l'histoire de la médecine dans le Mezzogiorno et plus précisément de l’École de médecine napolitaine.

## Pharmacie des Incurables
En 1729, Domenico Antonio Vaccaro réalise les plans d'une fabrique pour l'hôpital des Incurables. Quelques décennies plus tard, entre 1747 et 1751, l'architecte napolitain Bartolomeo Vecchione dirige la restructuration de la future Pharmacie historique des Incurables à l'emplacement d'une ancienne épicerie dans des années 1500. Les décorations et les marbres sont en grande partie dû à Crescenzio Trinchese et à Lorenzo Salandra.
La pharmacie, à laquelle on accède par une cour, se compose de deux salles : un grand salon et une antichambre. Sur les étagères en bois précieux d'origine du grand salon sont exposés près de quatre cents vases en majolique italienne (des albarelli) des XVIIe et XVIIIe siècles, réalisés par Donato Massa et Lorenzo Salandra, qui représentent des scènes bibliques et des allégories. Parmi ses collections,  on trouve un buste d'Antonio Maggiocca, responsable du financement de la construction de la pharmacie, fait par le sculpteur Matteo Bottiglieri en 1750. Les murs de l'espace restreint qui servait de laboratoire pharmaceutique est revêtu de bois de noisetier décoré par l'ébéniste Agostino Fucito. Le carrelage de toute la pharmacie, attribué à Giuseppe Massa, est fait en porcelaine. Le plafond du grand salon est entièrement occupé par une fresque du peintre Pietro Bardellino (1732-1806), élève de l'artiste rococo Francesco de Mura.

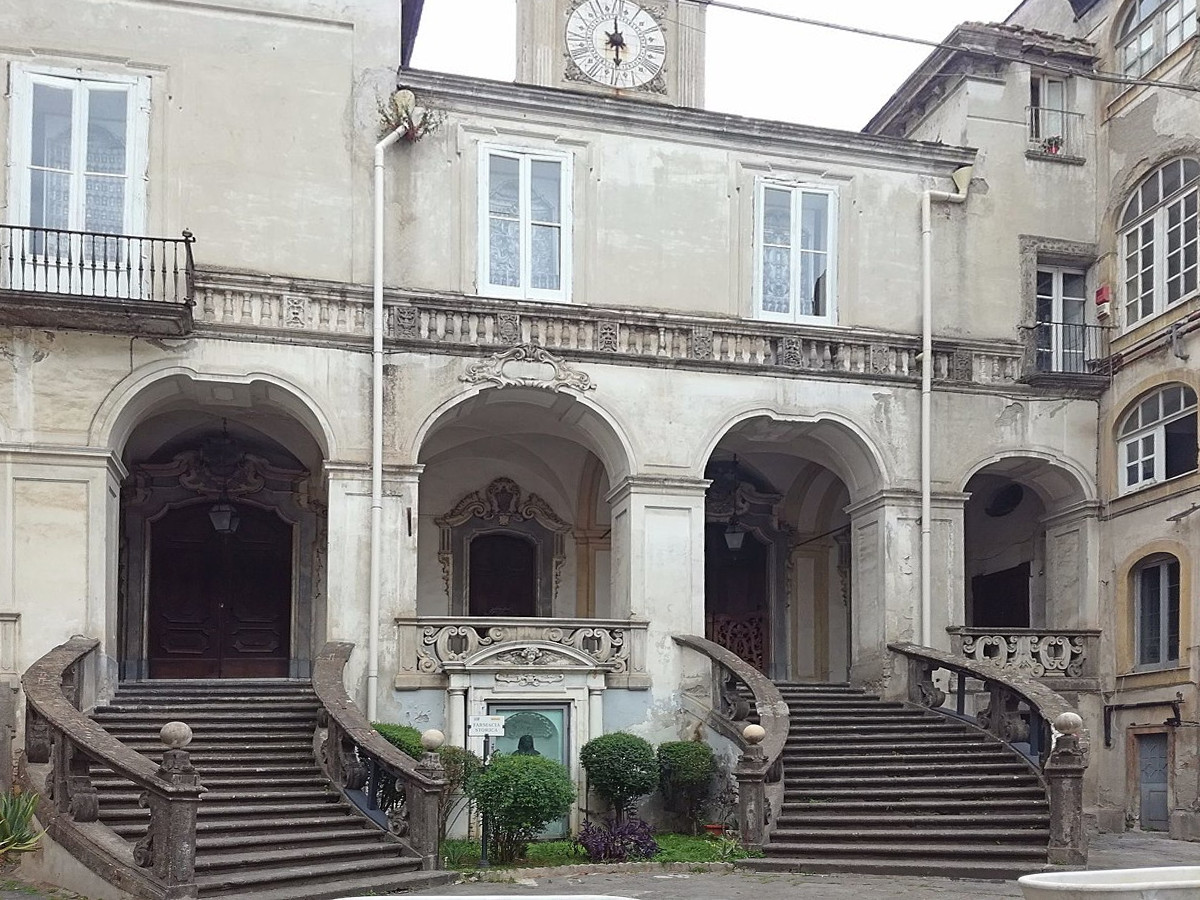
Entrée de la pharmacie.
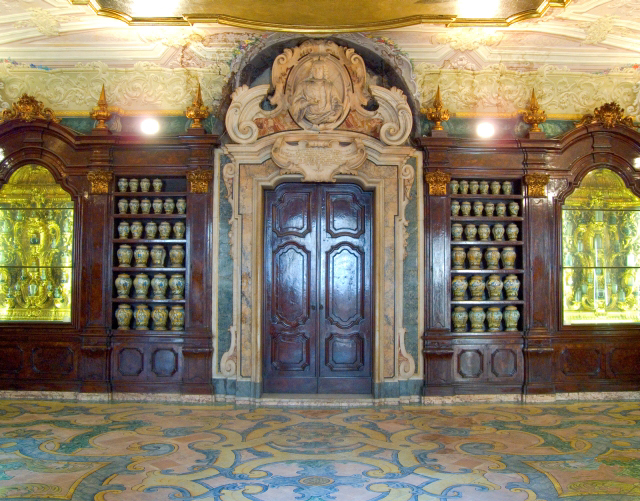
Intérieur de la pharmacie.
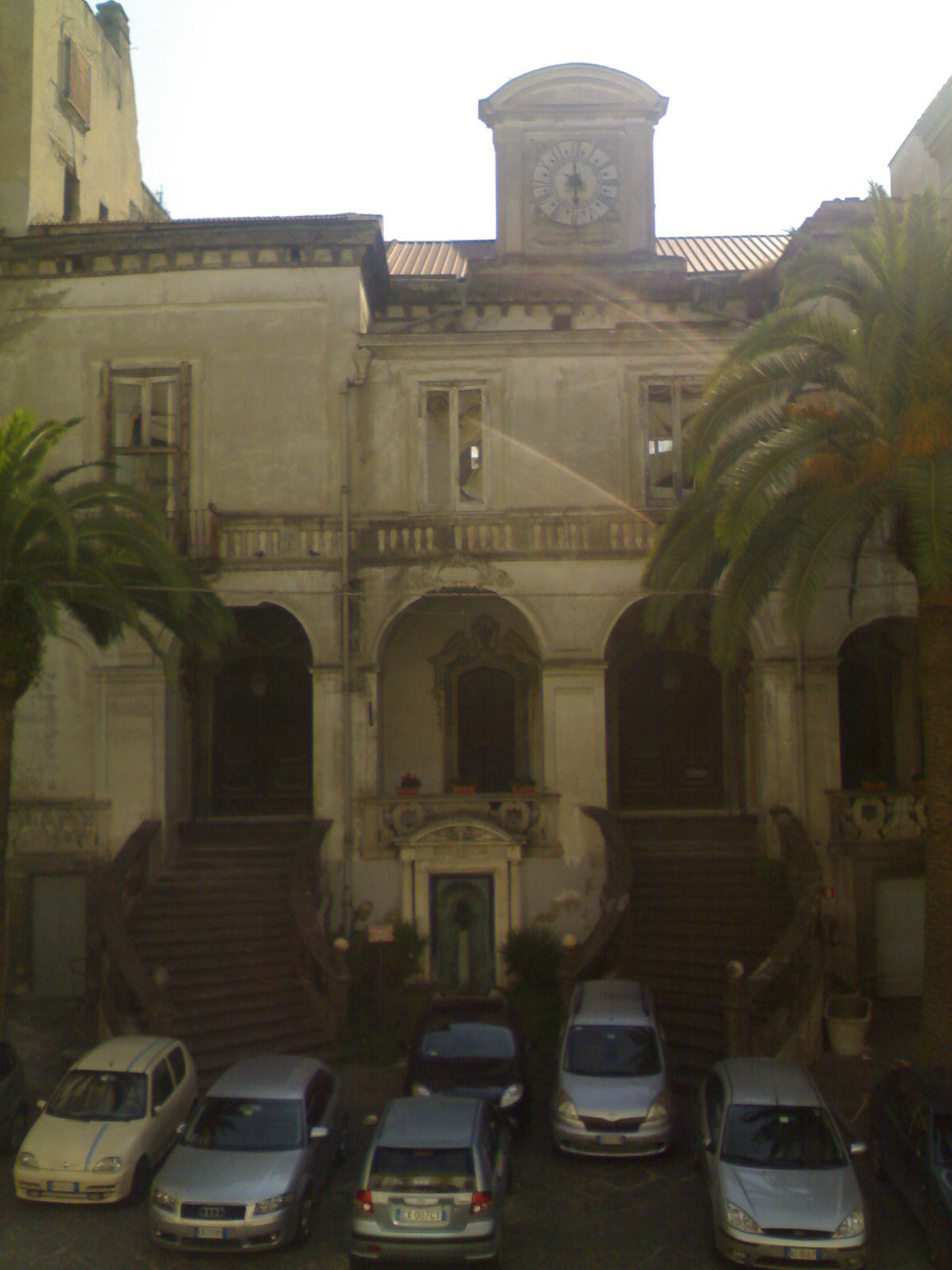
Vue d'ensemble de la pharmacie.

## Églises de l'hôpital
Le centre hospitalier comprenait dès son origine deux églises qui font aujourd'hui partie des plus importants monuments de la Renaissance napolitaine :
- l'église Sainte-Marie-du-Peuple (chiesa di Santa Maria del Popolo en italien).
- l'église Sainte-Marie Succurre Miseris des Blancs (chiesa di Santa Maria Succurre Miseris dei Bianchi en italien)[8].

Au cours des siècles, le complexe finit par englober plusieurs autres églises : celle de Sainte Marie-des-Grâces-Majeure de Caponapoli (chiesa di Santa Maria delle Grazie Maggiore a Caponapoli) et le cloître du même nom, celle de Sainte-Marie-de-la-Consolation (Complesso di Santa Maria della Consolazione), celle de Sainte-Marie-de-Jérusalem (Chiesa di Santa Maria di Gerusalemme) et son cloître appelé Cloître des Trente-trois (Chiostro delle Trentatré).

### Sainte-Marie-du-Peuple

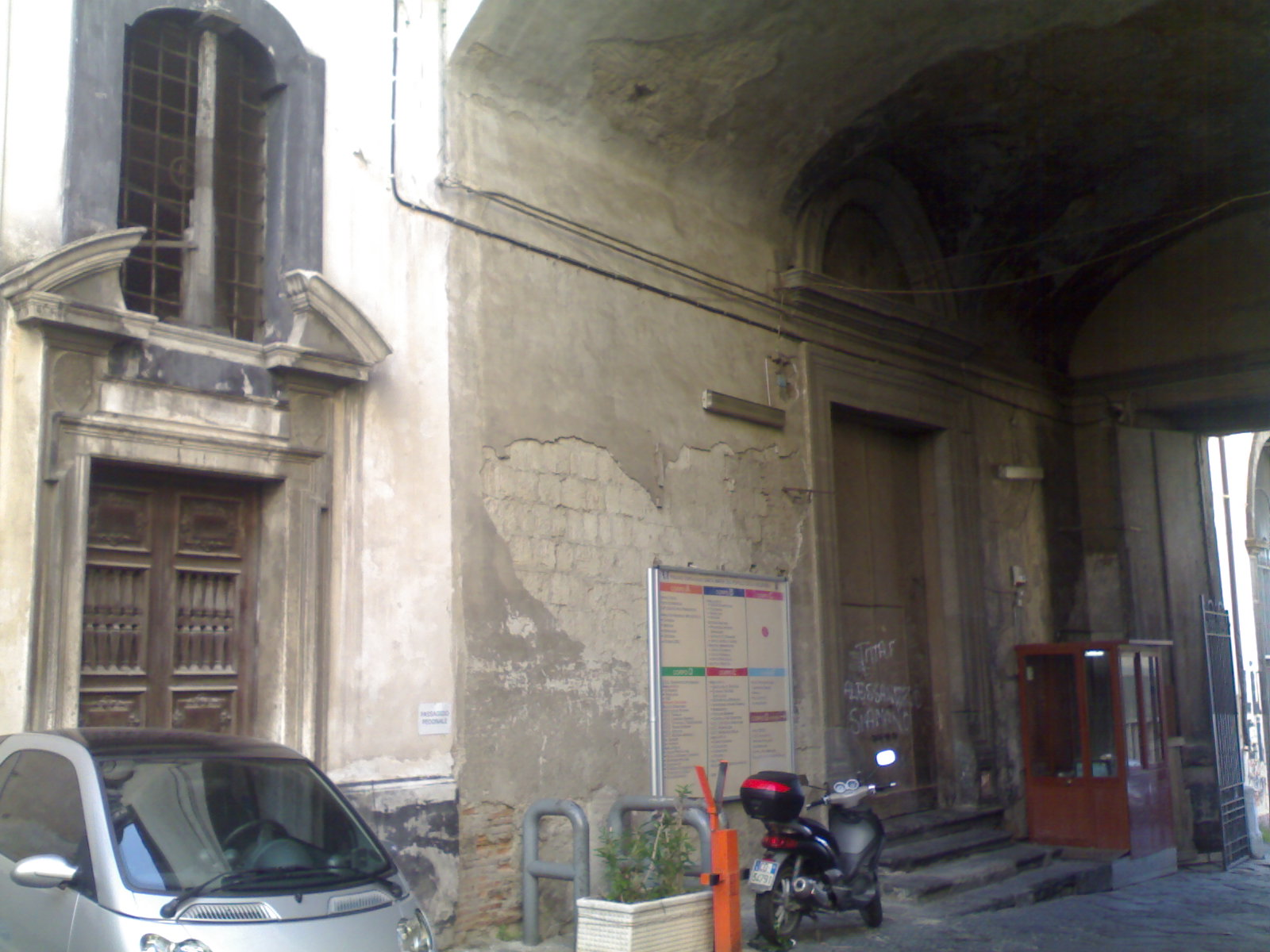
Le portail de Sainte-Marie-du-Peuple.

L'église Sainte-Marie-du-Peuple (chiesa di Santa Maria del Popolo en italien) est caractérisée par une grande salle unique entourée de plusieurs chapelles et bâtie en style baroque. Les autels des chapelles sont en marbre blanc tandis que celui de la salle, œuvre du sculpteur Dionisio Lazzari, est en marbre orné de mosaïques colorées. Accolé à l'autel principal se trouve une sépulture en style Renaissance et sculptée par Giovanni da Nola (1488-1558).
Les fresques de l'église ont été réalisées entre XVIe siècle et le XVIIe siècle par plusieurs peintres, dont les principaux sont Giuliano Bugiardini, Marco Calabrese, Francesco de Mura, Marco Pino et Carlo Sellitto. De plus, dans la chapelle des Montalto se trouve une œuvre de Girolamo d'Auria.
La sacristie ainsi que sa décoration remontent à 1603 et sur sa voûte ont été peintes des fresques par Giovanni Battista Rossi.

### Sainte-Marie-des-Blancs

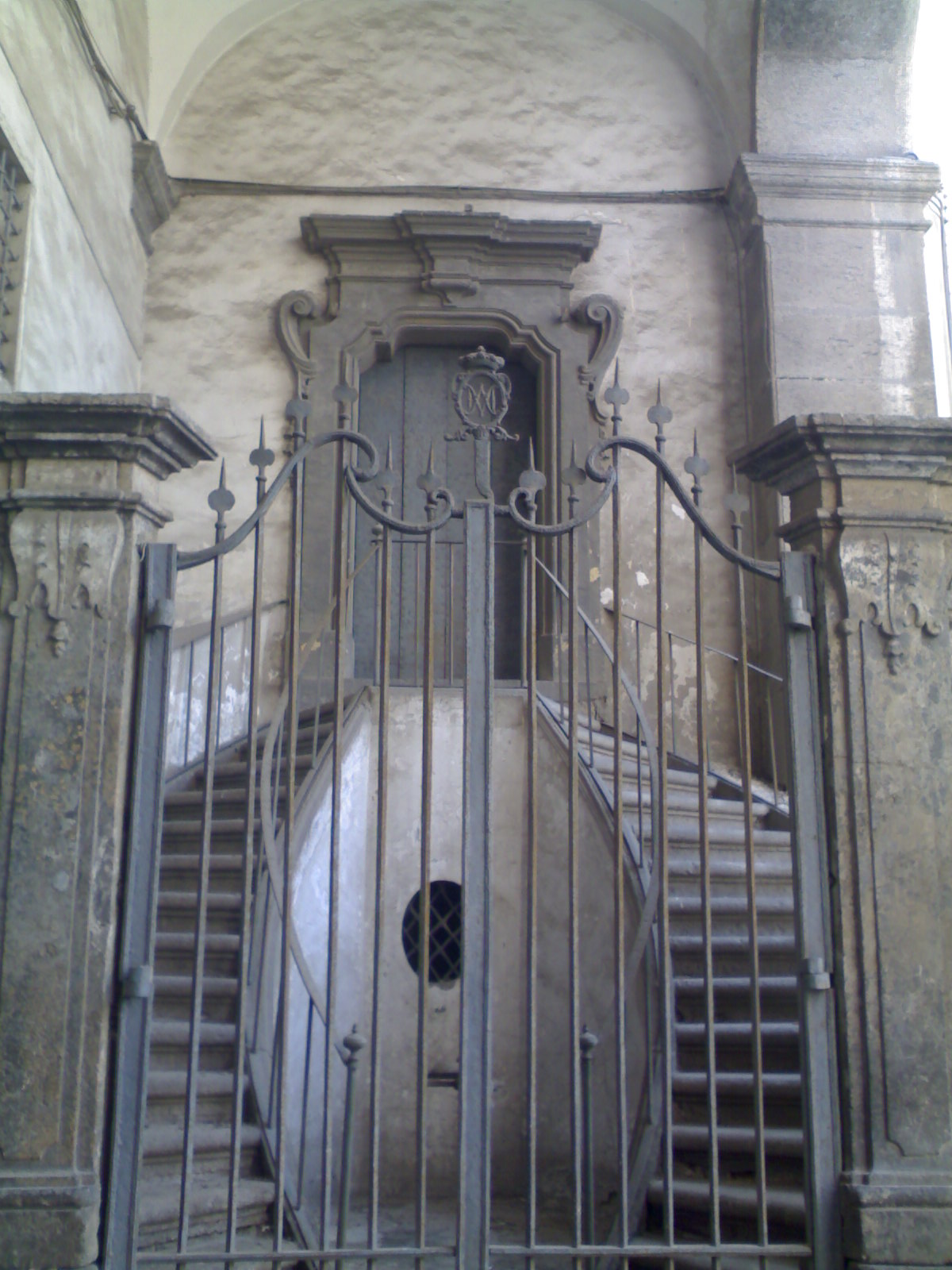
Escalier en tenaille de Sainte Marie des Blancs.

L'église Sainte-Marie-des-Blancs (chiesa di Santa Maria dei Bianchi en italien), appelée aussi Congrégation des Blancs de la Justice, est le second édifice sacré englobé dans le complexe de l'Hôpital des Incurables. Le nom de la confraternité, qui apportait son assistance aux condamnés à mort, et donc de l'église, fait référence aux couleurs des habits des religieux.
L'église ainsi que la congrégation ont été fondées en 1473 par Jacques de la Marche. En 1519, grâce à l'appui du pape Paul IV, elle est agrandie et restaurée. Au XVIe siècle, la congrégation, rattachée à l'hôpital des Incurables, devient connue même à l'étranger et s'étend ainsi à travers le royaume de Naples. En 1583, le roi Philippe II d'Espagne ordonne sa dissolution, car elle était suspecte aux yeux du gouvernement espagnol. En 1673, l'église est modifiée et restaurée dans un style baroque par Dionisio Lazzari.
Le portail de l'église, avec un escalier en piperno, se trouve à gauche de l'entrée nord du centre hospitalier. L'élément architectural, bien qu'aujourd'hui presque en état de ruine, le plus notable de la façade est l'escalier en forme de tenaille datant du XVIIIe siècle qui mène de la cour de l'Hôpital des Incurables à l'antichambre de l'église.